# Ammodorcas clarkei
Antilope de Clarke, Dibatag
Genre
Espèce
Statut de conservation UICN

 VU A2cd : Vulnérable
L'antilope de Clarke (Ammodorcas clarkei), aussi appelée dibatag est une espèce d'antilope
qui vit par petits groupes (moins de cinq) en Éthiopie et Somalie. C'est la seule espèce du genre Ammodorcas.

## Morphologie
- longueur du corps : 152-168 cm
- longueur des cornes : recourbées vers l'avant
- longueur de la queue : 25-35 cm
- hauteur au garrot : 80-88 cm
- poids adulte : 22-35 kg

## Physiologie
- maturité sexuelle : atteinte entre 12 et 18 mois
- gestation : 204 jours
- nombre de jeunes / portée : 1
- nombre de portées / an : 1
- longévité : 10 à 12 ans
  - libre :
  - captif :

## Répartition géographique
Région Ogaden à l'est de l'Éthiopie et Somalie centrale.

## Régime alimentaire
Végétarien.

## Prédateurs
Guépards, hyènes, lycaons et humains, le dibatag peut courir à 100 km/h pour fuir les prédateurs.

### GenreAmmodorcas
- (en) Mammal Species of the World (3e  éd., 2005) :  Ammodorcas
- (fr + en) ITIS : Ammodorcas Thomas, 1891
- (en) Animal Diversity Web : Ammodorcas

### EspèceAmmodorcas clarkei
- (en) Mammal Species of the World (3e  éd., 2005) :  Ammodorcas clarkei
- (en) Tree of Life Web Project : Ammodorcas clarkei
- (fr + en) ITIS : Ammodorcas clarkei (Thomas, 1891)
- (en) Animal Diversity Web : Ammodorcas clarkei
- (en) UICN : espèce Ammodorcas clarkei (Thomas, 1891) (consulté le 7 mai 2015)